# King Baggot (Schauspieler)

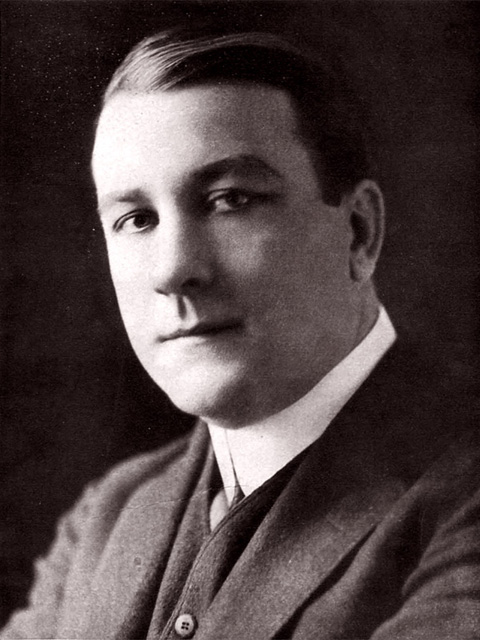
King Baggot (1916)

William King Baggot (* 7. November 1879 in St. Louis, Missouri; † 11. Juli 1948 in Los Angeles, Kalifornien) war ein amerikanischer Schauspieler, Regisseur und Drehbuchautor.

## Leben und Karriere
King Baggot war der Sohn eines aus Irland eingewanderten Immobilienhändlers. Nachdem er in der Highschool als talentierter Fußball- und Baseballspieler galt, begann er sein Berufsleben als Büroangestellter in der Firma seines Onkels in Chicago. Er begann um die Jahrhundertwende in seiner Heimatstadt St. Louis seine Schauspielerlaufbahn, zunächst bei einer Amateurgruppe seiner katholischen Kirchengemeinde. Schließlich wurde er hauptberuflich Theaterschauspieler und trat unter anderem in vielen Stücken von William Shakespeare auf.
Sein Filmdebüt machte er im Jahr 1909 in The Awakening of Bess an der Seite von Florence Lawrence. Das war zu einer Zeit, als in allen Filmvorspännen sonst die Namen der Schauspieler ungenannt und damit anonym blieben – Baggot und Lawrence waren die ersten, deren Namen im Filmvorspann erwähnt und damit der Öffentlichkeit bekannt gemacht wurden, weshalb sie oft auch als die ersten „Filmstars“ überhaupt bezeichnet werden. Vor allem in den 1910er-Jahren galt Baggot als ein international bekannter Stummfilmstar. Die Presse bezeichnete ihn als „König des Kintopp“, „der meistfotografierteste Mann der Welt“ und „der Mann dessen Gesicht berühmter ist als des Mannes im Mond“.
Nachdem er bereits 1911 bei seinem ersten Film Regie geführt hatte, versuchte Baggot ab den 1920er-Jahren auch als Filmregisseur. Das heute vielleicht noch bekannteste Werk unter seiner Regie ist der Western Tumbleweeds, der letzte und nach Meinung vieler Kritiker auch beste Film mit Westernlegende William S. Hart. Baggots Alkoholproblem sowie Auseinandersetzungen mit Studiobossen bereiteten ihm allerdings zunehmend Probleme, was dazu führte, dass er nach 1927 keine Filme mehr als Regisseur realisieren konnte. Auch schauspielerisch war sein Stern gesunken, in den 1930er- und 1940er-Jahren bekam er nur noch Angebote für kleine Nebenrollen oder Statistenparts. Dennoch blieb er dem Filmgeschäft bis ein Jahr vor seinem Tod treu und spielte so von 1909 bis 1947 in über 300 Filmproduktionen.
King Baggot starb im Juli 1948 im Alter von 68 Jahren an einem Schlaganfall. 1960 wurde er mit einem Stern auf dem Hollywood Walk of Fame geehrt (6312 Hollywood Blvd.)

## Filmografie (Auswahl)
Als Regisseur
- 1911: The Lie
- 1913: Ivanhoe (auch Schauspieler)
- 1922: The Kentucky Derby
- 1923: The Darling of New York

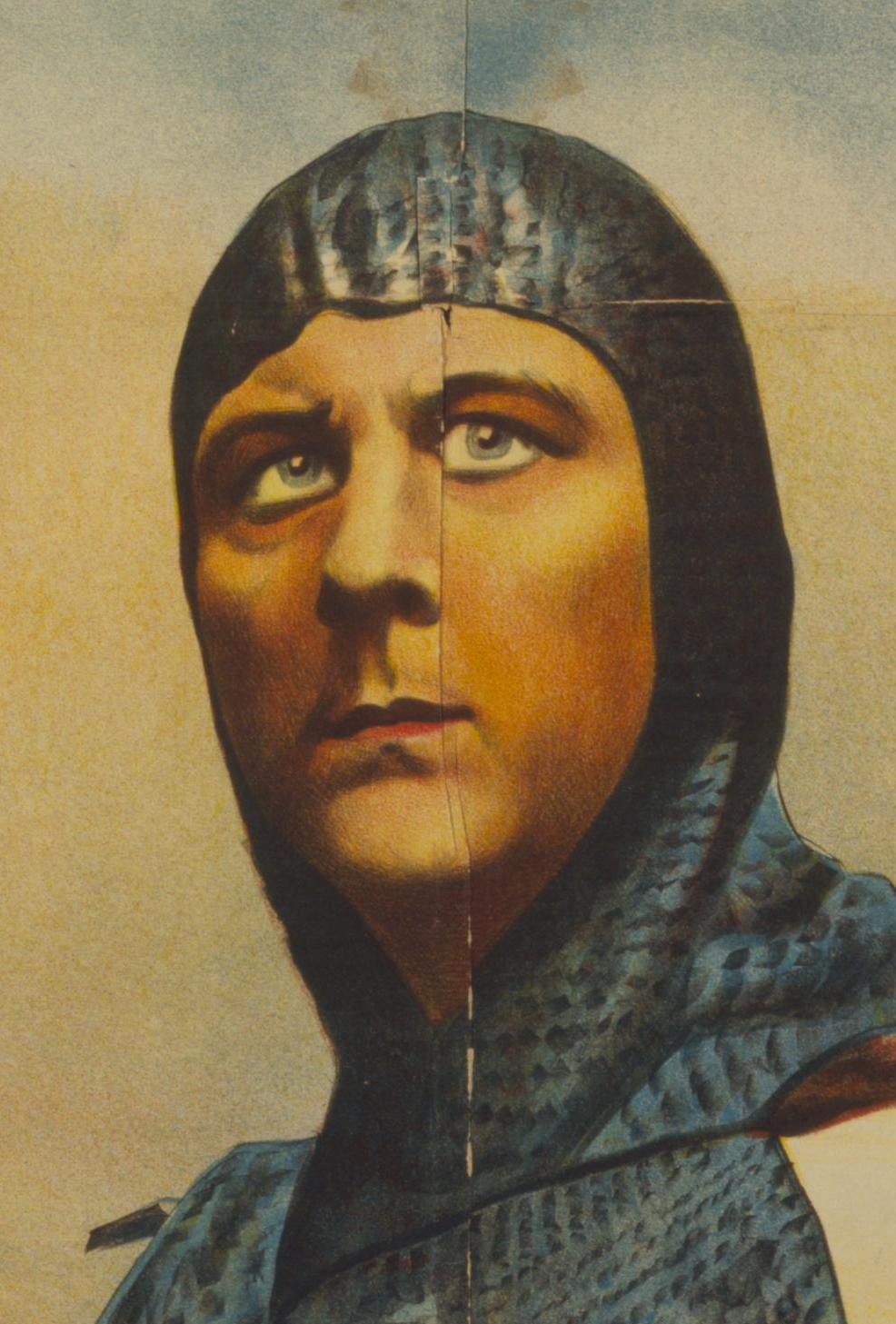
King Baggot als Ivanhoe (1913)

- 1924: In Erpresserhänden (The Whispered Name)
- 1925: Die Steppenreiter von Texas (Tumbleweeds)
- 1925: Raffles, der Juwelenmarder (Raffles: The Amateur Cracksman)
- 1927: The Notorious Lady

Als Schauspieler
- 1911: Der scharlachrote Buchstabe (The Scarlet Letter)
- 1913: Dr. Jekyll and Mr. Hyde
- 1932: What Price Hollywood?
- 1933: Eine Frau vergisst nicht (Only Yesterday)
- 1934: Die schwarze Katze (The Black Cat)
- 1935: Skandal in der Oper (A Night at the Opera)
- 1935: Mississippi
- 1936: San Francisco
- 1936: Die Teufelspuppe (Devil Doll)
- 1937: Die Marx Brothers: Ein Tag beim Rennen (A Day at the Races)
- 1937: Torture Money (Kurzfilm)
- 1938: Teufelskerle (Boys Town)
- 1938: Marie Antoinette
- 1940: Die Nacht vor der Hochzeit (The Philadelphia Story)
- 1941: Die Marx Brothers im Kaufhaus (The Big Store)
- 1941: Komm, bleib bei mir (Come Live With Me)
- 1941: Mädchen im Rampenlicht (Ziegfeld Girl)
- 1943: Girl Crazy
- 1943: Laurel und Hardy – Schrecken aller Spione (Air Raid Wardens)
- 1944: An American Romance
- 1945: Urlaub für die Liebe (The Clock)
- 1946: Im Netz der Leidenschaften (The Postman Always Rings Twice)
- 1946: Lassie – Held auf vier Pfoten (Courage of Lassie)
- 1946: Geheimnis des Herzens (The Secret Heart)
- 1947: Good News
- 1947: Hoppla, hier kommt Merton! (Merton of the Movies)